# Geuši
Geuši (en serbe cyrillique : Геуши) est un village du nord du Monténégro, dans la municipalité de Pljevlja.

## Démographie

### Évolution historique de la population
| 1948 | 1953 | 1961 | 1971 | 1981 | 1991 | 2003 |
| ---- | ---- | ---- | ---- | ---- | ---- | ---- |
| 77   | 67   | 86   | 82   | 60   | 35   | 10   |